# Mistrzostwa Polski w Biathlonie 1984
18. Mistrzostwa Polski w biathlonie odbyły się w 1984 w Wiśle (po raz pierwszy w tej miejscowości). Rozegrano trzy konkurencje, bieg indywidualny mężczyzn na dystansie 20 kilometrów, bieg sprinterski na dystansie 10 kilometrów i sztafetę 4 x 7,5 km.

## Terminarz i medaliści
| Data | Konkurencja                | Złoto                                                                                     | Srebro                                                                           | Brąz                                                                            |
| 1984 | Bieg indywidualny mężczyzn | Tadeusz Bobak WKS Legia Zakopane                                                          | Jerzy Szyda Górnik Wałbrzych                                                     | Jerzy Gładysz WKS Legia Zakopane                                                |
| 1984 | Bieg sprinterski mężczyzn  | Jerzy Gładysz WKS Legia Zakopane                                                          | Leopold Latawiec WKS Legia Zakopane                                              | Mieczysław Bodziana WKS Legia Zakopane                                          |
| 1984 | Bieg sztafetowy mężczyzn   | WKS Legia Zakopane Tadeusz Bobak Stanisław Gąsienica Mieczysław Bodziana Leopold Latawiec | WKS Legia Zakopane Józef Iwan Wojciech Lasak Jerzy Gładysz Krzysztof Ptaszkowski | Górnik Iwonicz Zdrój W. Jakubowicz J. Jakieła Edward Jakieła Władysław Grysztar |